# Krig och fred (opera)

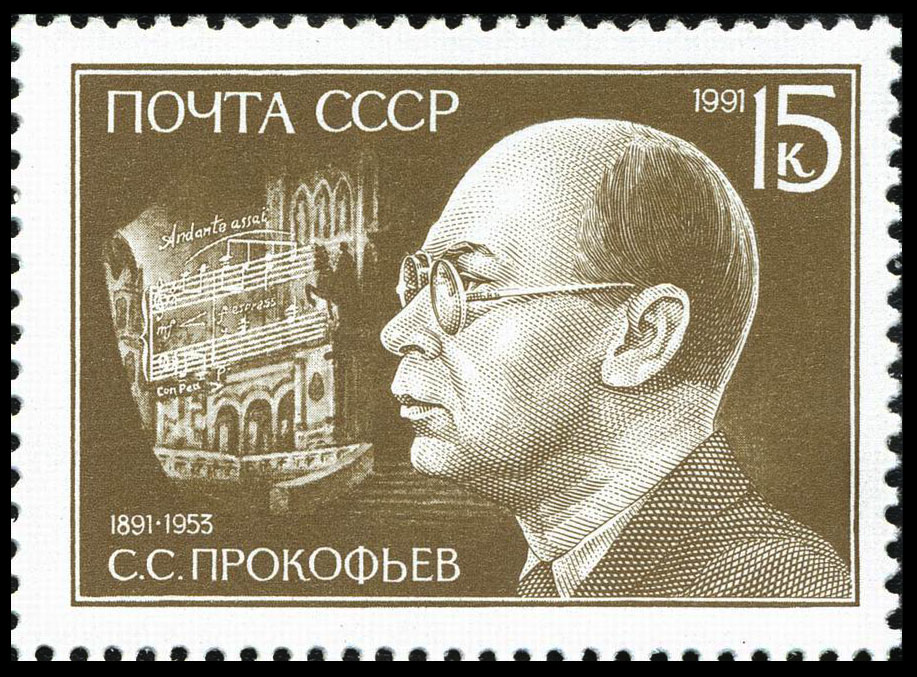
Prokofjev på sovjetiskt frimärke 1991.

Krig och fred (ryska: Война и мир, Vojna i mir) är en opera i två delar (tretton scener) med musik av Sergej Prokofjev. Librettot av tonsättaren och Mira Mendelsson bygger på Lev Tolstojs roman med samma titel.

## Historia
Prokofjev skrev på sin balett Askungen då Hitlers trupper marscherade in i Sovjetunionen den 22 juni 1941 (Operation Barbarossa) och det Stora fosterländska kriget startade. Han lade balettpartituret åt sidan och började istället arbeta på Krig och fred, som han tidigare hade övervägt att göra till en opera. Han urskilde nu en direkt parallell mellan Tolstojs roman och det som pågick runt omkring. Han utarbetade librettot tillsammans med sin hustru under 1941 och började genast på musiken, som han skrev då de var på flykt undan tyskarna. 

### De många versionerna
- Operan uppfördes i flera omgångar. Först vid en privat tillställning där åtta scener framfördes till pianoackompanjemang den 16 oktober 1944 i Moskva.
- Den 7 juni 1945 framfördes nio scener vid tre konsertanta framträdanden i Moskvakonservatoriet stora sal.
- Den första scenframställningen bestod av en förlängd version av del 1:s sju scener tillsammans med scen 8 (den första scenen i del 2). Detta skedde den 12 juni 1946 på Mikhailovskijteatern i Leningrad.
- (På uppmaning av dirigenten Samossud tillfogades ännu fler scener så att verket till sist omfattade 15 scener och måste delas upp på två kvällar. Del 2, tillsammans med en tillagd scen 10, skulle ha uppförts på samma teater i juli 1947. Men efter generalrepetitionen lades föreställningen ned av oklara orsaker.)
- Efter Zjdanovdoktrinen i februari 1948 påbörjade Prokofjev en förkortad enaftonsföreställning av operan och ändrade om i sitt ursprungliga schema, vilket resulterade i en version med 11 scener varav slutapoteosen var ny. Denna version uppfördes den 26 may 1953 på Teatro Comunale i Florens, två månader efter Prokofjevs död. Dock var scenerna 2 och 9 strukna.
- Den ryska premiären av denna version skedde 1 april 1955 på Mikhailovskijteatern, dock med undantag av scenerna 7 och 11.
- Samtliga 13 scener (men med strykningar) framfördes den 8 november 1957 på Stanislavskij-Nemirovitj-Dantjenko Teatern i Moskva.
- Den 15 december 1959 framfördes slutligen alla 13 scener inklusive slutapoteosen på Bolsjojteatern i Moskva. Dock hade redan denna version framförts i en TV-sändning av TV-bolaget NBC i USA den 13 januari 1957.

## Personer
- Furst Andrej Bolkonskij (baryton)
- Grevinnan Natasja Rostova (sopran)

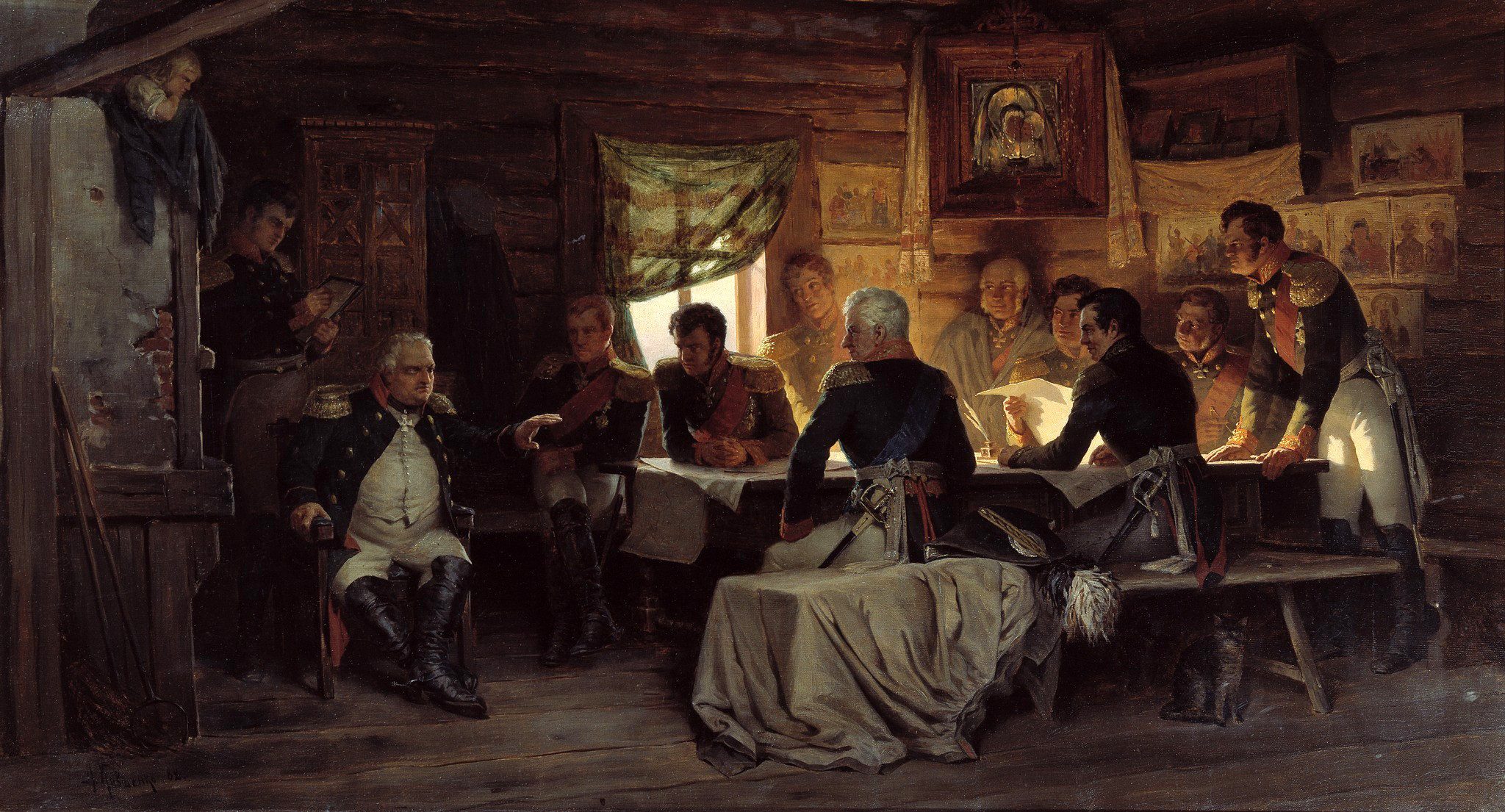
Fältmarskalk Kutuzov vid konferensen i Fili där han beslöt att ge upp Moskva till Napoleon.

- Greve Ilja Rostov, Natasjas fader (bas)
- Greve Pierre Bezukhov  (tenor)
- Grevinnan Hélène Bezukhova, Pierres hustru (mezzosopran)
- Furst Anatol Kuragin, hennes bror (tenor)
- Fältmarskalk furst Michail Kutuzov (bas)
- Kejsare Napoleon Bonaparte (baryton)
- Furst Nikolaj Bolkonskij, Andrejs fader (basbaryton)
- Sonja, Natasjas kusin (mezzosopran)
- Maria Dmitrievna Akhrosimova (alt)
- Furstinnan Marija Bolkonskaja, Andrejs syster (mezzosopran)
- Dolokhov, Anatols vän (baryton)
- Balaga, en kusk (bas)
- Joseph, en betjänt (stum roll)
- Matriosja, en zigenerska (mezzosopran)
- Gavrila, Mme Akhrosimovas betjänt (bas)
- Överste Vasska Denisov (bas)

## Handling
Operan utspelar sig i olika delar av Ryssland 1806-1812. Speltiden är 210 minuter.

### Del 1 (Fred)
Scen 1: På natten i greve Rostovs sommarträdgård, maj 1806
Furst Andrej Bolkonskij rekreerar sig efter sin hustrus död hos familjen Rostov där han blir glödande förälskad i husets dotter Natasja då han hör henne sjunga en majkväll. 
Scen 2: Nyårsafton, 1810
Natasja är på sin första bal i Sankt Petersburg där tsar Nikolaj I är hedersgäst. När tsaren har dragit sig tillbaka blir festen mer lössläppt och Pierre Bezukhov, som vet att Andrej är förälskad i Natasja, uppmanar honom att dansa med henne. Anatole, som också är intresserad av henne ber Pierres hustru Hélène att ordna ett möte.
Scen 3: Furst Nikolajs stadspalats, februari 1812

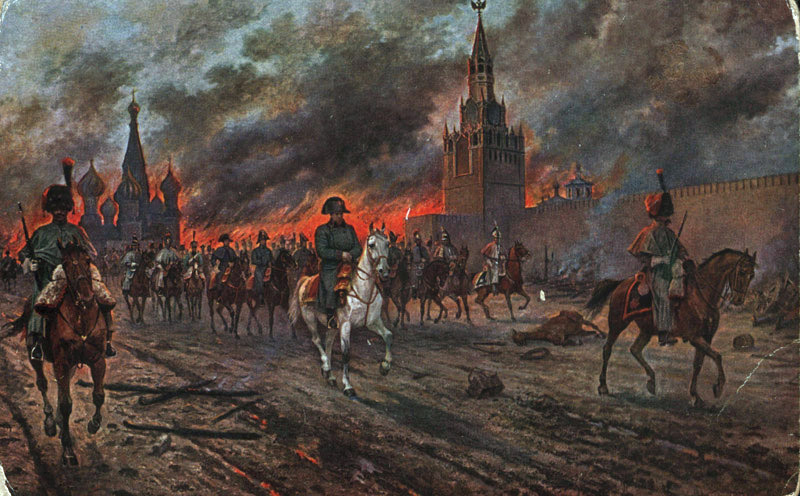
Moskva brinner.

Natasja och Andrej förlovar sig. Natasja och hennes far, greve Rostov kommer på besök till gamle furst Nikolaj Bolkonskij i Moskva. Denne är emot sonens förlovning och har skickat sonen utomlands ett år. Andrejs syster Marija antyder att hennes far inte önskar träffa dem, och greve Rostov ger sig av. Fursten kommer in iförd excentriska kläder och uppträder uttråkat så att Natasja förstår att han inte gillar tanken på ett förestående äktenskap. 
Scen 4: Pierres Moskvapalats, maj 1812
Pierres hustru Hélène presenterar sin bror Anatol Kuragin för Natasja och berättar för henne att han är förtjust i henne. Hon tvekar ett tag men går sedan med på att de ska rymma tillsammans.
Scen 5: Dolokhovs våning, 12 juni 1812
Med sin vän Dolokhov planerat Anatol att enlevera Natasja i en släde. Natasja är införstådd och väntar otåligt men en tjänare avslöjar planen. Kusken Balaga, Dolokhov och Anatol skålar för planen och för Anatols älskade Matriosja.
Scen 6: Senare samma natt
Natasja upptäcker att Sonja har förrått hennes hemlighet för madame Akhrosimova hos vilken de bor hos. Anatole och Dolokhov skickas iväg av Gavrila och Akhrosimova får Natasja att gråta. Pierre anländer och avslöjar att Anatole är gift. Han går med på att fråga Andrej om denne kan förlåta Natasja. Blygt erkänner han att han skulle vilja gifta sig med henne om han vore fred. Natasja förlåter Sonja.
Scen 7: Ännu lite senare
Vid en fest ställer Pierre Anatol till räkenskap för hans uppträdande mot Natasja. Han fordrar att hennes brev skall lämnas tillbaka och att Anatol lämnar Moskva omedelbart. Han går med på detta och Pierre blir ensam och beklagar sitt öde. Överste Denisov rapporterar att Napoleon marscherar mot Moskva med sin armé. Kriget är oundvikligt.

### Del 2 (Krig)
Scen 8: Nära Borodino, 25 augusti 1812

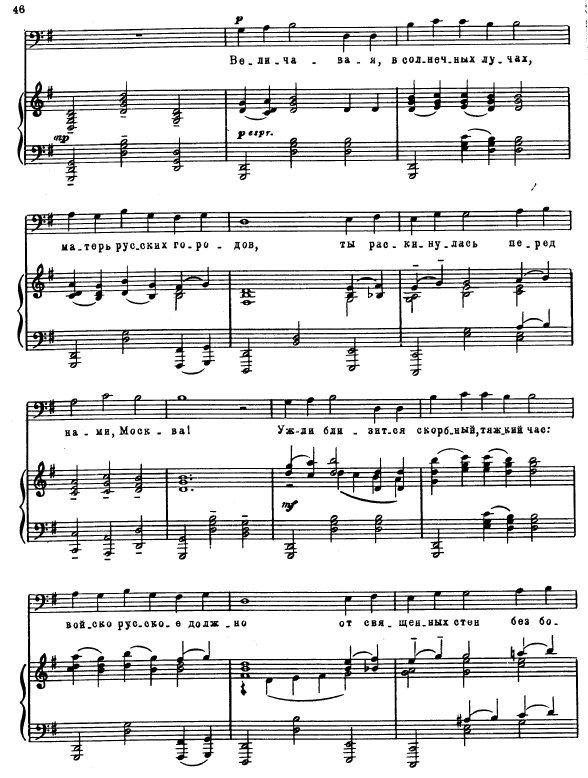
Kutuzovs aria i scen 10

Andrej är officer i den ryska hären som förbereder sig på att möta Napoleon vid Borodino. Denisov och Andrej överväger att använda sig av partisaner för att försvåra för fienden. Pierre anländer, och han och Andrej försonas. Pierre beger sig till fronten för att bevittna slaget. Fältmarskalk Kutuzov erbjuder Andrej en tjänst vid sin stab men Andrej föredrar att dra i strid med sitt eget regemente. Slaget börjar.
Scen 9: Senare samma dag
I sitt högkvarter väntar Napoleon på segerbudet men istället blir han ombedd att sända förstärkningar. En granat slår ned strax intill honom och han sparkar iväg den innan den hinner explodera. Han blir djupt skakad av händelsen.
Scen 10: Två dagar senare
Kutuzov och hans generaler håller krigsråd i Fili nära Smolensk. Armén ligger illa till om Moskva ska försvaras till siste man, men om armén retirerar kommer staden att utlämnas till fransmännen. Kutuzov anser att endast genom att dra sig tillbaka och eventuellt offra Moskva kan de segra.
Scen 11: Moskva brinner
Fransmännen har intagit Moskva och drar härjande genom staden men invånarna sätter själva eld på sina hus, för att fienden inte skall få tak över huvudet. Pierre och flera moskoviter arresteras som mordbrännare och hamnar i krigsfångläger där han möter soldaten Platon Karatajev och blir god vän med honom. När mentalsjukhuset och teatern börjar brinna flyr dårarna och skådespelarna. Napoleon betraktar den brinnande staden och uttrycker sin beundran för ryssarnas handlingssätt.
Scen 12: I en bondstuga i Mitisji
Andrej har blivit dödligt sårad och evakueras från Moskva med Rostov. Hans feberfantasier kretsar alltjämt kring Natasja. Hon har inte förrän nu insett att han tillhör de evakuerade och besöker honom. Hon ber om förlåtelse för sitt uppträdande men han bara bedyrar hur mycket han älskar henne och de sjunger om sin lycka medan Natasja försäkrar honom att han kommer att överleva. Han somnar och dör i hennes armar.
Scen 13: November, 1812
På vägen mot Smolensk eskorterar den retirerande franska armén en grupp fångar, däribland Pierre och Karatajev, genom en snöstorm. Karatajv orkar inte hålla farten och skjuts av vakterna. Men Pierre och de andra befrias av partisaner. Överste Denisov meddelar Pierre att hans hustru och Andrej är döda, men att Natasja lever och mår väl. Kutuzov och hans män förkunnar segern över Napoleon och folket jublar över det ryska folkets obändliga vilja.

## Inspelningar (urval)
- War and peace. Kibalko, Vishnevskaja, Sjtjegolkov, Arkhipova; Petrov. Bolsjojteaterns kör och orkester. Moskva. Alexander Melik-Pashayev, dirigent. Melodiya. 3 CD. 1996.[1]
- War and peace. Guryakova, Gunn, Brubaker, Kotcherga, Obrztsova, Gerello, Zaremba, Margita, Poretsky. Paris nationaloperas kör och orkester. Bertini, dirigent. TDK DVD OPWP. 2 DVD. 2000.[2]
- War and peace. Morozova, Williams, Lavender, Balashov, Dupont, Stephen, Ionova, Ewing, Opie. Ryska statens symfoniska kapell. Spoletofestivalen orkester. Hickox, dirigent. Chandos 9855. 4 CD. 1999.[2]